# Institut des sciences et industries du vivant et de l'environnement
Institut des sciences et industries du vivant et de l'environnement (Agro ParisTech) är en fransk grande école som utexaminerar jordbruks ingenjörer i norra Frankrike (Paris), och som är medlem av Université Paris-Saclay.